# 울프맨 (2010년 영화)
《울프맨》(영어: The Wolfman)은 2010년 개봉한 미국의 고딕 공포 영화이다. 1941년 개봉한 동명 영화를 리메이크한 작품이다.
미국에서 2010년 2월 12일 유니버설 픽처스에 의해 극장 개봉되었으며, 분장은 칭찬을 받았지만 엇갈린 평가를 받았다. 제작 예산 1억 5,000만 달러 대비 1억 4,260만 달러의 수익을 올리며 재정적으로 실패하였으나 릭 베이커와 분장 효과 감독 데이브 엘시가 제83회 아카데미상에서 분장상을 수상했다.

## 줄거리
1891년 벤 톨벗이 늑대 인간에게 살해되자 배우인 그의 형 로런스 톨벗은 고향으로 돌아와 아버지 존 톨벗 경과 재회한다. 로런스는 술집에서 마을 사람들이 야생 동물 소행이거나 롬인의 짓으로 짐작하는 한편 25년 전에도 유사한 살인 사건이 있었으며 당시 늑대 인간이 범인으로 지목됐다고 떠드는 소리를 듣게 된다. 한편 어린 시절 로런스는 어머니가 자살한 뒤 정신 병원에 수용된 적이 있다.
보름달이 뜬 와중에 롬인 캠프를 방문한 로런스는 그곳에서 늑대 인간에게 물린다. 롬인 말레바가 로런스의 상처를 봉합해주자 다른 롬인이 로런스는 이제 저주에 걸렸으니 죽여야 한다고 주장한다. 말레바는 사랑하는 사람이 그를 해방시킬 수 있다고 말하며 반대한다.
로런스는 초인적인 속도로 회복되고 뛰어난 감각을 얻지만, 그와 동시에 벤의 약혼녀였던 궨에게 해를 입힐까 두려워 그녀를 런던으로 보낸다. 로런스는 존이 어머니의 묘소에서 수상한 행동을 하는 모습을 보게 되고, 존은 로런스에게 의미심장한 경고를 한다. 로런스는 늑대 인간으로 변해 사냥꾼들을 살해하고, 경찰에 체포되어 정신 병원에 갇힌다.
존은 로런스를 찾아와 25년 전 인도에서 늑대 인간에게 물려 늑대 인간이 되었다고 밝힌다. 어머니와 벤을 죽이고 로런스를 문 늑대 인간이 바로 존이었던 것이다. 존은 예전엔 보름달이 뜨면 스스로를 가두고 자살을 고민했지만 현재는 저주를 받아들이고 변신을 즐기는 중이다. 존은 로런스가 자살을 고려할 경우 쓸 수 있도록 칼을 남기고 떠난다.
보름달이 뜨자 로런스는 늑대 인간으로 변해 정신 병원 사람들을 죽이고 탈출하여 난동을 부린다. 다음 날 궨을 찾아간 로런스는 그녀와 사랑을 확인하지만, 경찰은 은탄으로 무장하고 톨벗 저택으로 향한다. 궨은 말레바를 찾아 치료법을 찾지만 말레바는 치료법은 없으며 로런스가 죽어야 한다고 말한다.
톨벗 저택에서 로런스와 존은 늑대 인간으로 변해 격렬하게 싸우고, 결국 로런스가 존을 참수한다. 궨과 경찰이 도착하고 로런스는 경찰을 공격하지만, 궨이 로런스를 총으로 쏘아 죽인다. 로런스는 죽기 직전 궨에게 자신을 해방시켜준 데 대해 고마움을 표하고 인간으로 돌아와 그녀의 품에서 숨을 거둔다. 궨은 시야에 들어온 보름달을 공포에 질린 채 쳐다본다.

## 출연
- 베니시오 델토로 - 로런스 톨벗 / 울프맨 역
- 앤서니 홉킨스 - 존 톨벗 경 / 울프맨 역
- 에밀리 블런트 - 궨 콘리프 역
- 휴고 위빙 - 프랜시스 애벌라인 경위 역
- 제럴딘 채플린 - 말레바 역
- 아트 말리크 - 싱 역
- 데이비드 스턴 - 커크 역
- 에이사 버터필드 - 어린 벤 톨벗 역
- 클라이브 러셀 - 매퀸 역
- 막스 폰쉬도브 - 노인 역
- 진 시먼스, 데이비드 리 로스 - 오페라 가수 역